# Zygodon venezuelensis
Zygodon venezuelensis är en bladmossart som beskrevs av O. Griffin 1990. Zygodon venezuelensis ingår i släktet ärgmossor, och familjen Orthotrichaceae. Inga underarter finns listade i Catalogue of Life.